# Robert Loyson
Pour les articles homonymes, voir Loyson.
Robert Loyson, né le 28 juillet 1928 au Moule et mort le 29 août 1989 dans la même ville, est un chanteur et percussionniste français.

## Biographie
Robert Loyson fait partie d'une fratrie de neuf enfants et grandit dans le milieu agricole. À treize ans, pour subvenir aux besoins de sa famille, il travaille dans l'élevage et l'agriculture notamment dans la récolte de canne à sucre. Puis il apprend les métiers de charron et de charpentier.
Il aime chanter et vers dix-huit ans, il officie lors d'une veillée funèbre. Il s'initie au gwoka et en 1964 il devient le premier à chanter des veillées au tambour. En 1966, il compose Kann a la richès (en français : Canne à la richesse) où il interpelle ses compatriotes sur les accords canniers dont la révision du système de paiement de la canne à sucre, paiement selon la qualité et non la quantité. Il prédit le déclin de l'agriculture guadeloupéenne. Ce titre est aujourd'hui utilisé pour la cause paysanne.
Ce n'est qu'en 1968 qu'il enregistre ses premiers singles et qu'en 1987 qu'il sort son album. Il intègre le Cercle culturel Ansois. Ses paroles sont souvent des textes engagés à connotation politique.
Robert Loyson meurt le 29 août 1989 des suites d’une longue maladie, à l’âge de soixante et un ans.

## Hommages
En août 2017, est inauguré un mémorial à Sainte-Marguerite au Moule.
En 2019, Admiral T et Jacob Desvarieux reprennent sa chanson Chat Ka Tété Rat.